# 额尔登巴特内阁
额尔登巴特内阁是2016年7月至2017年9月执政的蒙古国内阁。

## 沿革
2016年6月29日，2016年国家大呼拉尔选举中，蒙古人民党获得76个席位里的65个席位，执政的民主党仅获9个席位。2016年7月8日，新一届国家大呼拉尔投票通过扎尔格勒图勒嘎·额尔登巴特任蒙古国总理。
2016年7月30日凌晨，蒙古国国家大呼拉尔会议结束，会上通过了对4位政府部长的任命，加上这之前已经任命的总理、副总理、政府办公厅主任及9位政府部长，新一届政府完成组建。新政府由原15个部门减至13个部门，成员全为蒙古人民党党员。
2017年8月23日，30位蒙古人民党国家大呼拉尔委员联名提议解除额尔登巴特的总理职务。提议里说，额尔登巴特政府多次越权出台各种规定，严重触犯了国家法律，挑战国家大呼拉尔的权威。提议里还说，在2017年蒙古国总统选举中，人民选择了民主党总统候选人以表达对额尔登巴特政府工作的不满，因为蒙古人民党在2016年国家大呼拉尔选举中提出的竞选纲领实施缓慢。2017年9月7日，国家大呼拉尔举行非例行全会，以42票赞成、31票反对的结果解除了总理额尔登巴特的职务，同时宣布解散政府。全会同时决定，额尔登巴特政府将继续工作，直至新政府组建。

## 组成
2016年7月产生的16位内阁阁员为（未注明者均为2016年7月任命）：
- 总理：扎尔格勒图勒嘎·额尔登巴特（蒙古人民党）
- 副总理：乌赫那·呼日勒苏赫（蒙古人民党）
- 政府办公厅主任：扎米彦·孟赫巴特（蒙古人民党）
- 自然环境与旅游部部长：杜拉木苏伦·奥云浩罗勒（蒙古人民党）
- 对外关系部部长：曾德·蒙赫奥尔吉勒（蒙古人民党）
- 财政部部长：巴托格托赫·乔依吉勒苏伦（蒙古人民党）
- 法律内务部部长：桑达格·宾巴朝格特（蒙古人民党）
- 劳动与社会保障部部长：尼亚木泰希尔·诺木泰巴雅尔（蒙古人民党）
- 国防部部长：巴达玛宁布·巴特额尔登（蒙古人民党）
- 建筑与城市建设部部长：贡布苏伦·蒙赫巴亚尔（蒙古人民党）
- 教育文化科学与体育部部长：扎米彦苏伦·巴特苏立（蒙古人民党）
- 交通运输部部长：丹嘎·冈巴特（蒙古人民党）
- 矿业与重工业部部长：策德布·达希道尔吉（蒙古人民党）
- 食品农牧业与轻工业部部长：普日布·色尔格楞（蒙古人民党）
- 能源部部长：普日布扎布·冈呼（蒙古人民党）
- 卫生部部长：阿尤希·朝格策策格（蒙古人民党）